# Illier-et-Laramade
 Illier-et-Laramade  là một xã ở tỉnh Ariège, thuộc vùng Occitanie ở phía tây nam nước Pháp.